# Pino Cuomo
Pino Cuomo (...) è un attore italiano.
Conosciuto come attore nelle serie televisive Oltre il duemila (1971), Le inchieste del commissario Maigret (1972) e Il fascino dell'insolito (1980)

## Filmografia

### Televisione
- Il castello di Giufà, regia di Lelio Golletti - film TV (1962)
- Peppino Girella - miniserie TV, puntate 1x2 (1963)
- Ritorna il tenente Sheridan - serie TV, episodi 1x6 (1963)
- Michele Settespiriti - miniserie TV, puntate 1x5 (1964)
- Il padrone del villaggio - miniserie TV, puntate 1x1 (1965)
- Questa sera parla Mark Twain - miniserie TV, puntate 1x2 (1965)
- La figlia del capitano - miniserie TV, puntate 1x1-1x2 (1965)
- Giufà e le cavallette, regia di Lelio Golletti - film TV (1965)
- Le avventure di Laura Storm - serie TV, episodi 1x1 (1965)
- Il paese di Giufà - miniserie TV, 4 puntate (1965)
- Gli occhi consacrati di Roberto Bracco, regia di Carlo Di Stefano, trasmesso sul Programma Nazionale il 2 luglio 1965.
- I racconti del faro - serie TV, episodi 1x3 (1967)
- Il segreto di Luca - miniserie TV, puntate 1x1 (1969)
- Le avventure di Ciuffettino - miniserie TV, puntate 1x1 (1969)
- Oltre il duemila - miniserie TV, puntate 1x1 (1971)
- Un affare privato, regia di Pino Passalacqua - film TV (1972)
- Le inchieste del commissario Maigret - serie TV, episodi 4x1 (1972)
- Sotto il placido Don - miniserie TV, puntate 1x2 (1974)
- Albert e l'uomo nero - miniserie TV, puntate 1x2 (1976)
- Morte di un seduttore di paese, regia di Nanni Fabbri - film TV (1978)
- Storie della camorra - serie TV, episodi 1x2 (1978)
- Il fascino dell'insolito - serie TV, episodi 1x2 (1980)